# 1996年夏季奥林匹克运动会卢森堡代表团
1996年夏季奥林匹克运动会卢森堡代表团是卢森堡派出的1996年夏季奥林匹克运动会代表团。